# Wohn- und Wirtschaftsgebäude Sarverstraße 36
Das Wohn- und Wirtschaftsgebäude Sarverstraße 36 im niedersächsischen Nordenham-Abbehausen im Landkreis Wesermarsch stammt aus dem 19. Jahrhundert.

Aktuell (2023) wird es als Wohnhaus genutzt.
Das Gebäude steht unter Denkmalschutz (siehe auch Liste der Baudenkmale in Nordenham).

## Beschreibung
Das eingeschossige giebelständige verklinkerte niedrige Hallenhaus mit Krüppelwalmdach und Niedersachsengiebel sowie der rundbogigen Grooten Door wurde wohl im 19. Jahrhundert gebaut.

Ein nicht denkmalgeschütztes Wirtschaftsgebäude mit gleicher Firstrichtung steht links neben dem heutigen Wohnhaus.
Das Landesdenkmalamt befand zur Bedeutung: „geschichtlich, wissenschaftlich, städtebaulich“.